# Déstalinisation
Ne doit pas être confondu avec Dérussification ou Décommunisation.

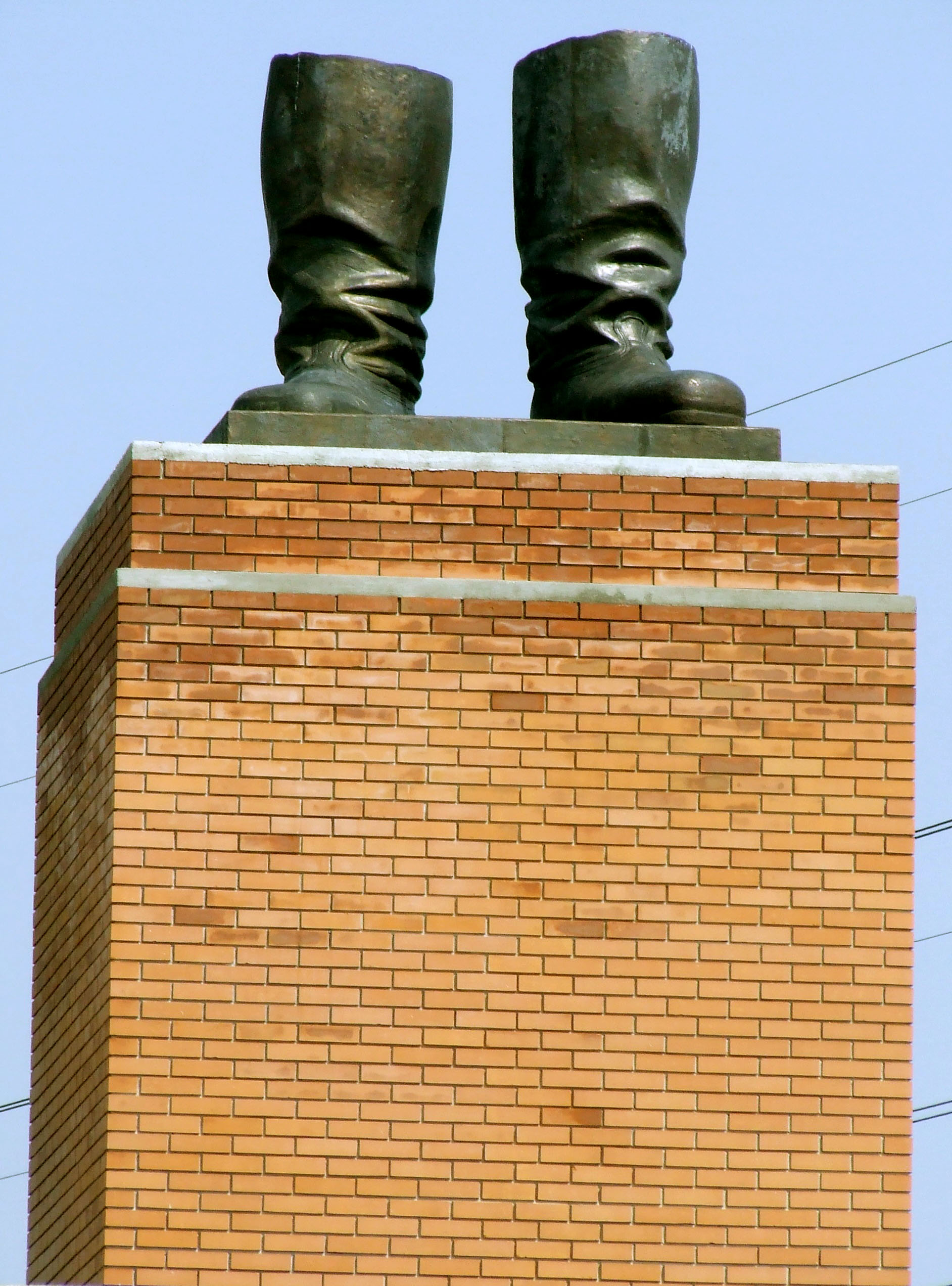
Les bottes de la statue de Staline abattue lors de l'insurrection de Budapest, en 1956, conservées aujourd'hui à Memento Park.

La déstalinisation en Union soviétique commence aussitôt après la mort de Joseph Staline le 5 mars 1953. Elle prend cependant un ton officiel le 24 février 1956, lorsque Nikita Khrouchtchev, alors Secrétaire général du Comité central du Parti communiste d'Union soviétique divulgue son « Rapport secret » à la fin du XXe congrès du Parti. Pour les dirigeants soviétiques, elle consiste à abandonner le culte de la personnalité et à dénoncer les « excès » de la période du stalinisme.
Dans les démocraties populaires du bloc de l'Est ainsi que dans les autres pays communistes (Chine, Corée du Nord, etc.), la déstalinisation connait un rythme différent et des vicissitudes spécifiques.

## La première déstalinisation
La critique de Staline commence de façon silencieuse et insidieuse dès la mort du dictateur. Lavrenti Beria en est le principal réformateur et libéralise le régime en annulant des décisions staliniennes : réhabilitations et amnisties (le goulag devenant trop chargé pour être rentable), abandon des projets coûteux, critique de la gestion des pays satellites et des républiques soviétiques, en demandant le remplacement des dirigeants de ces pays (il préfère des personnalités locales compétentes quand Staline impose des Russes et apparatchiks fidèles qui n'étaient pas les plus qualifiés), rétablissement des liens avec la Yougoslavie socialiste, etc. Le symbole vient aussi de la Pravda, que Beria contrôle, où en mai-juin 1953, le nom de Staline n'est cité qu'une fois. Les révoltes au Goulag, en RDA et en Roumanie en mai-juin 1953 résultent de cette libéralisation, ce qui contribue à la chute de Beria. La déstalinisation est stoppée. Pourtant, le 27 juin 1953, le lendemain de l'arrestation secrète de Beria, Imre Nagy reçoit un document qui ressemble beaucoup au futur rapport Khrouchtchev. Mais il reste en retrait lors de la communication du rapport au comité central du Parti des travailleurs hongrois. Jusqu'en 1956, Staline est célébré avec un ton modeste, mais les critiques restent en sourdine,.

## Le rapport Khrouchtchev

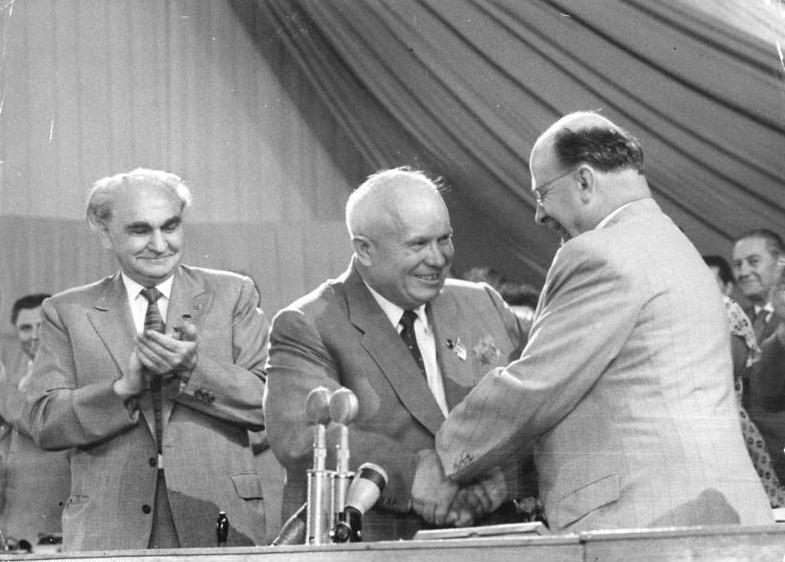
Heinrich Rau, Nikita Khrouchtchev et Walter Ulbricht en 1958 à Berlin-Est. La déstalinisation divisa fortement le SED.

Le Rapport sur le culte de la personnalité, dit « rapport Khrouchtchev » ou « rapport secret » est communiqué dans la nuit du 24 au 25 février aux seuls 1 436 délégués du XXe congrès du Parti communiste d'Union soviétique réunis à huis clos,. Pour la circonstance, les membres des « Partis-frères » sont exclus de l'assemblée. N'ayant eu aucun compte-rendu de la lecture, il est possible que Khrouchtchev ait improvisé une partie. Selon l'historienne Hélène Carrère d'Encausse, il s'agit plutôt d'une réunion programmée de manière impromptue où seuls les Soviétiques sont conviés. Toujours selon l'historienne (La Deuxième mort de Staline), certaines délégations communistes étrangères ont pu consulter le discours dans leurs chambres d'hôtel, à la condition que le texte soit rendu après lecture, sans copie, et sous surveillance. Le rapport n'est pas traduit mais plusieurs dirigeants étrangers maîtrisent le russe du fait de leur participation au Komintern. À la fin de son réquisitoire, Khrouchtchev lance d'ailleurs à l'auditoire :

« Aucune nouvelle à ce sujet ne devra filtrer à l'extérieur ; la presse spécialement ne doit pas être informée. C'est donc pour cette raison que nous examinons cette question ici, en séance à huis clos du Congrès. Il y a des limites à tout. Nous ne devons pas fournir des munitions à l'ennemi ; nous ne devons pas laver notre linge sale sous ses yeux. »

— Nikita Khrouchtchev.
Le rapport est initialement préparé fin 1955. Khrouchtchev, que les archives révéleront qu'il n'est pas le seul ayant l'initiative, divise profondément le comité central et le politburo (nommé alors præsidium). Il est soutenu par Anastase Mikoïan, Nikolaï Boulganine, Mikhail Pervoukhine, Mikhaïl Sabourov, Andreï Aristov, Mikhaïl Souslov, mais critiqué par les staliniens historiques Viatcheslav Molotov, Lazare Kaganovitch et Kliment Vorochilov. Une commission est créée, dirigée par Piotr Pospelov, rédacteur en chef de la Pravda, qui donne son nom par éponymie à la commission. Le but de celle-ci est d'enquêter sur les causes des répressions contre les membres du comité central élus au XVIIe Congrès du Parti, en 1934, ce qui limite grandement la critique. Khrouchtchev allège plusieurs données du rapport Pospelov et rajoute les forfaits commis par Staline pendant et après la Seconde Guerre mondiale, mais juste dans le but de le rendre seul responsable et de dissimuler soigneusement sa propre participation aux mêmes crimes, révélés durant l'ouverture des archives soviétiques,.
Initialement secret, le rapport n'est publié en Russie qu'à la fin des années 1980 dans le cadre de la Glasnost. Mais deux personnalités hors du sérail en ont eu discrètement connaissance fin février 1956 : l'ennemi no 1 de Staline, le Yougoslave Tito, et la fille de Staline, Svetlana Allilouïeva. Le document est cependant très vite connu dans le monde entier. La première information à son sujet en Occident remonte au 10 mars 1956, car il aurait été revendu — à vil prix, selon Khrouchtchev — aux services secrets étrangers par des communistes polonais hostiles à l'Union soviétique. Selon Hélène Carrère d'Encausse, ce n'est pas vraiment un hasard dans la mesure où Bolesław Bierut venait de mourir et une lutte pour la succession se met en place en Pologne communiste. D'ailleurs, les soviétologues sont divisés sur la question mais une grande partie, y compris Sergueï Khrouchtchev (fils de Nikita), suppose que Khrouchtchev voulait faire connaître au monde entier le « rapport secret », même par l'intermédiaire de fuites, d'où les lectures organisées à un auditoire très large : les 7 millions de membres du PCUS, les 18 millions de membres du Komsomol et un certain nombre de travailleurs actifs,,.
Sont dénoncés les déportations massives, les arrestations arbitraires « d'honnêtes communistes et de chefs militaires traités en ennemis du peuple », l'incapacité du dictateur dans les préparatifs de guerre, son caractère irascible, y compris dans ses rapports avec les partis communistes frères. La biographie officielle qui présente Joseph Staline comme « le plus grand stratège de tous les temps » et comme un véritable sage infaillible est sévèrement critiquée.
Le rapport ouvre le procès de l'ancien dictateur mais pas celui du système qu'il a mis en place, ce qui dérive dans une réécriture historique. L'historien Stéphane Courtois parle de « blanchiment » et d'« auto-amnistie ». Courtois et les autres détracteurs du communisme expliquèrent que cette charge contre Staline permet de sauver le système, étant une manœuvre politique : selon eux, il n'y a aucune volonté de repentance ou de confession morale mais un cynisme politique,. Le but aussi pour Khrouchtchev était de se débarrasser des cadres staliniens, particulièrement Malenkov et Molotov. Ainsi, le choix de l'année 1934 comme début de la « dégradation du caractère de Staline » est significatif : il ne remet en cause ni l'essentiel de la politique économique (planification et collectivisation) ni la répression exercée par Staline contre les compagnons de Lénine. La critique se fonde essentiellement sur la dénonciation du culte de la personnalité et s'efforce de dédouaner le parti des excès du stalinisme. « Le culte de la personnalité est un abcès superficiel sur l'organe parfaitement sain du parti », écrit la Pravda. Seules « la glorification d'un individu, son élévation au rang de surhomme doté de qualités surnaturelles comparables à celles d'un dieu » sont à bannir car « contraires aux principes du marxisme-léninisme ». De nombreuses exécutions sont aussi passées sous silence car Khrouchtchev — tout comme plusieurs de ses collègues au politburo— y était également impliqué.

## Les conséquences
Le corps de Staline est jusqu'alors exposé dans le mausolée de Lénine sur la place Rouge. En 1961, son corps est retiré et inhumé dans la nécropole du mur du Kremlin. Dans le même temps, la ville de Stalingrad est rebaptisée Volgograd. Presque toutes les statues à l'effigie de Staline disséminées à travers l'URSS sont démontées, sauf trois, pour un temps, à Tiflis (capitale de la Géorgie, dont Staline était originaire), défendues par la population, mais qui sont démontées par les Russes. Une statue de Staline échappe pourtant à la déstalinisation à Gori, la ville natale de Staline. Son avenir est cependant menacé par les suites politiques de la deuxième guerre d'Ossétie du Sud. Elle est abattue le 24 juin 2010.
Les prisonniers politiques sont progressivement réhabilités, de telle sorte qu'en 1957, parmi les prisonniers des camps, on ne compte plus que 2 % de « politiques »[réf. nécessaire]. Mais cette « sortie de la peur » se fait dans une certaine discrétion et le parti tente de circonscrire la déstalinisation à la dénonciation du culte de la personnalité et de la répression. Les intellectuels sont ainsi encouragés à écrire des biographies des victimes de Staline : Alexandre Soljenitsyne peut publier Une journée d'Ivan Denissovitch ; Grigori Tchoukhraï réalise Ciel pur.
Le rapport constitue néanmoins un choc brutal, notamment pour les « partis frères » de l'Europe de l'Est, car il met à bas le principe de l'infaillibilité du Comité central. Et certains dirigeants comme Walter Ulbricht désapprouvèrent le rapport ; ils avaient en effet leur propre culte de la personnalité. Les Hongrois exigent la destitution du stalinien Mátyás Rákosi et les Polonais et Yougoslaves expriment leur colère. D'un autre côté, les dirigeants installés par Staline, de même que les Chinois et les Albanais manifestent un vif mécontentement face à cette remise en cause : Mao Zedong adopte ainsi un credo « anti-révisionniste » afin d'éviter, en Chine, toute forme de déstalinisation, assimilée à un écart vis-à-vis du marxisme-léninisme. La Chine rompt avec l'Union soviétique au début des années 1960. La République populaire d'Albanie se brouille également avec l'URSS et s'aligne sur la Chine : le régime d'Enver Hoxha demeure le seul, en Europe, à conserver officiellement des références staliniennes.

## Un espoir déçu
Les intellectuels qui espèrent dépasser le strict contenu du rapport pour dénoncer globalement le système stalinien voient très vite leurs espoirs déçus. Fondamentalement, malgré la dénonciation publique des crimes de l'ancien dirigeant en 1961, le Parti continue d'accaparer le pouvoir sans modifier son idéologie.
En effet, au-delà du fond du rapport qui omet plusieurs décennies et personnalités, le 30 juin 1956, deux jours après le soulèvement de Poznań en Pologne communiste, le rapport rectificatif Sur le dépassement du culte de la personnalité de Staline et ses conséquences est émis : les critiques sont considérablement édulcorées, présente une réhabilitation de Staline « grand théoricien et organisateur » et adoube le parti communiste, n'ayant jamais dévié de sa mission,.
Après le limogeage de Khrouchtchev, Léonid Brejnev, plus conservateur, voulant éviter un relâchement des mœurs et souhaitant promouvoir la grande guerre patriotique, interrompt la déstalinisation et réhabilite progressivement Staline. Il faut attendre la glasnost et l'ouverture des archives pour avoir une vision négative.

## Déstalinisation post-1989
La chute du mur de Berlin en 1989 et la fin de l’URSS en 1991 amène plusieurs des anciennes « démocraties populaires » à supprimer toute référence au culte de la personnalité de Staline et à criminaliser l’apologie du totalitarisme soviétique en général. Par exemple, lors de son arrivée au pouvoir en 2004, le président de Géorgie Mikheil Saakachvili lance une politique de déstalinisation : en 2010, il fait déboulonner une immense statue de Staline qui restait à Tiflis, et, en 2011, fait voter par le Parlement l’interdiction des symboles soviétiques. Néanmoins, deux villes à l’ouest de Tiflis, Akura et Alvani, érigent en décembre 2012 deux statues à la gloire de Staline, déboulonnées par des inconnus en février 2013. À noter qu’il existe toujours un musée Staline à Gori, célébrant son culte de la personnalité.